# Borels sats
Inom matematiken är Borels sats, bevisad av Armand Borel, ett resultat som säger att kohomologiringen av ett klassificerande rum eller en klassificerande stack är en polynomring.

### Fotnoter
1. ↑  Behrend, Theorem 6.1.6.